# Fredensborg (općina)
Fredensborg je općina u danskoj regiji Hovedstaden.

## Zemljopis
Općina se nalazi u sjevernom dijelu otoka Zelanda, prositire se na 	112,08 km2.

## Stanovništvo
Prema podacima o broju stanovnika iz 2010. godine općina je imala 39.226 stanovnika, dok je prosječna gustoća naseljenosti 349,98 stan/km2. Središte općine je grad Kokkedal.

### Naselja
| Veća naselja u općini |             |                   |
| Br.                   | Naselje     | Stanovnika (2010) |
| 1                     | Kokkedal    | 9.581             |
| 2                     | Humlebæk    | 9.248             |
| 3                     | Fredensborg | 8.329             |
| 4                     | Nivå        | 7.887             |
| 5                     | Sørup       | 564               |
| 6                     | Karlebo     | 236               |

## Vanjske poveznice
- Službena stranica općine